# Уилская ярмарка
Уилская ярмарка — (или Керуен — сарай, Уильская ярмарка, Кокжарская ярмарка) — межсезонная ярмарка, которая работала в середине XIX века и начале XX века, находящаяся на отрезке бывшего Великого Шелкового пути в Уильском укреплении (поселении), Темирского уезда, Уральской области, позже село Уил, Актюбинская область.
В Уильском поселении проводились две ярмарки, обороты которых в 1898 году составили до 2 000 000 рублей, тут же было главное место закупки киргизского скота.

## Краткое описание
Точное название объекта согласно Акимату Актюбинской области: «Историко-архитектурный комплекс „Керуен-сарай“ (мечеть, торговые места, ярмарочный комитет) XIX век».
Первые исследования объекта были проведены в 1973 году, был подготовлен паспорт.
Местонахождение ярмарки: село Уил, улица Б. Жолмырзаева, 42.
Основные положения Кокжарской ярмарки были утверждены 7 сентября 1866 года министром внутренних дел России.
1866 год, 7 сентября. Правила для ярмарок на р. Уиле, в Области Оренбургских киргизов, утверждённые 7–го Сентября 1866 г., Министром Внутренних Дел, Статс–Секретарём Валуевым. ISBN 978-601-7559-24-3
§ 1. Для доставления киргизам за–уральской степи удобства к сбыту своего скота и снабжения себя всем нужным, а так же для облегчения покупки скота у киргизов русскими торговцами назначаются ярмарки в Западной части области Оренбургских киргизов на урочище Каз–Бек около реки Уила, в 180 верстах от Калмыковской крепости.
§ 2. Сроки для этих ярмарок определяются: для Никольской с 9–го мая по 9–е июня и Покровской с 1–го октября по 1–е ноября. (Название ярмарок связано с христианскими православными религиозными праздниками).
Официально Кокжарская ярмарка открылась в 1867 году в Казбекской волости Уральской области.
1867 год, 4 февраля. Объявление Уральской Войсковой Канцелярии. По случаю учреждения в киргизской степи, на Урочище Каз-Бек, при р. Уиле, ярмарок: весенней, с 9-го мая и осенней, с 1-го октября ежегодно (см. № 2-й «Уральск. Войск. Вед.»), Г. Оренбургский Генерал-Губернатор в видах доставления торговцам возможности заблаговременно заняться устройством необходимых заведений — разрешает: (как видно из отношения Областного Правления, от 4-го февраля сего года за № 1074–м). ISBN 978-601-7559-24-3
1) Открытие, по установленным патентам, в месте предназначенном для ярмарки и на время продолжения её, частных гостиниц, с правом продажи в них на основании ст. 4, Высочайше утвержденного 4-го июля 1861 г., положения о трактирном промысле и ст. 335 уст. о пит. сборе, изд. 1863 г. всякого рода питий только распивочно на месте.
2) Открытие частными промышленниками ренсковых погребов, с правом продажи из них согласно 335 и 338 ст. устава о питейн. сборе всяких напитков, как на вынос так и распивочно, со взятием, установленного для каждого рода продажи, особого патента.
и 3) Приготовление желающими промышленниками на заводах, пива и мёда с соблюдением установленных для сего правил.
Желающие заняться содержанием на ярмарках гостиниц и продажею питий, не зависимо взятия на право торговли оными, в акцизном Управлении патентов, должны явиться заблаговременно до открытия ярмарки в ярмарочный Комитет для испрошения отвода им на ярмарочной площади мест под означенные заведения.
1867 год, 5 марта. Инструкцiя для руководства ярмарочнаго Комитета на Никольской и Покровской ярмаркахъ, учрежденныхъ при реке Уилѣ на урочище Казъ–Бекъ. Подлинную подписал: Исправляющий Должность Оренбургского Генерал–Губернатора, Генерал–Майор Бобарыкин. ISBN 978-601-7559-24-3
1867 год, 15 марта. Официальное объявление. Областное правление Оренбургскими киргизами вызывает желающих, с установленными залогами и письменными свидетельствами о своём звании, в торгах имеющих быть в сем правлении; торг 15 марта 1867 г. и переторжка 19 числа сего же месяца в 12 часов дня, на отдачу в арендное содержание весов и мер вовремя ярмарок, учреждённых в западной части области Оренбургских киргизов на реке Уиле. — Весенняя с 9 мая и осенняя с 1 октября ежегодно. Лица, не желающие лично участвовать на торгах, могут присылать не позже 1 числа пополудни объявления, с обозначением решительных цен и с соблюдением правил, изложенных в ст. 1909 и 1910 X т. I ч. св. граж. зак. условия, на основании которых будут отдаваться в аренду весы и меры, можно видеть в областном правлении ежедневно, кроме воскресных и табельных дней, с 9 часов утра до 3 пополудни. ISBN 978-601-7559-24-3
1867 год, апрѣль. Приказъ Господина Наказнаго Атамана по Уральскому казачьему войску от 24-го августа 1867 года № 170.
Временный комитетъ на бывшей в апрѣлѣ мѣсяцѣ сего года Уильской ярмаркѣ, устроенной на За-уральской сторонѣ при урочищѣ Казъ-Бекъ, сообщивъ мнѣ, что многiе казаки Уральскаго войска были на этой ярмаркѣ безъ установленныхъ увольнительныхъ билетовъ отъ мѣстнаго своего начальства, проситъ объявить, чтобы на будущее время казаки при отправленiи на названную ярмарку имѣли у себя билеты.
Предписываю всѣемъ мѣстнымъ и дистаночнымъ начальникамъ объявить (в вѣедомствѣ каждого) казакамъ, чтобы они, при отправленiи на степныя ярмарки, а равно и при всѣхъ отлучкахъ за прѣделы войска, брали бы отъ мѣстнаго своего начальника увольнительные билеты. Не имѣющiе таковыхъ будутъ задерживаться и доставляться за карауломъ в свои мѣста жительствъ. ISBN 978-601-7559-24-3
1867 год, 9 мая. Уильская ярмарка. В минувшем мае месяце в первый раз происходила вновь установленная ярмарка, при урочище Казбек, на р. Уиле.
Учреждение этой ярмарки конечно должно оказать более или менее значительное влияние на ход торговли не только в киргизской степи, но по соседству с нею, в земле Уральского войска.
Желание выяснить себе пользу или вред и самую степень такого влияния побудило Войсковое начальство поручить, командированному на ярмарку с командою, хорунжему Череватову изучить по возможности ярмарочные торговые обороты и представить в ходе торговли на ярмарке отчет.
Помещенная ниже, статья есть обширная выписка из отчета.
Известно, что еще прежде открытия ярмарки по поводу учреждения ее, было много толков и рассуждений: одни уверяли что вновь устраиваемая ярмарка совершенно подорвет существование Калмыковской ярмарки, другие представляли ту же участь Ханской ярмарке (при ставке Внутренней орды), третьи же, не соглашаясь ни с теми, ни с другими, ожидали от новой ярмарки одной только пользы.
Печатаемый здесь отчет едва ли ещё может дать достаточно материалов, необходимых для разрешения вопроса о степени верности вышеперечисленных мнений. Но, во всяком случае, в нем заключается много указаний, не бесполезных и могущих подать повод хотя к таким заключениям, которые было бы еще преждевременного принимать за окончательные решения.
Прежде всего, мы можем утвердительно сказать, что ярмарка, которая с первого же года своего существования, несмотря на случайное стечение многих неблагоприятных обстоятельств, представляет по покупке и продаже цифру торговых оборотов около 220/т. руб., отнюдь не может быть названа учреждением не нужным, или неудавшимся. Напротив можно теперь же предсказать этой ярмарке современность большое и может быть очень большое развитие.
Стечение народа на ярмарке было, собственно приезжих с линии, не считая киргиз, всего – 137 чел.: иногородних русских (считая тут хозяев и приказчиков) – 33 чел.; татар – 60 чел.; уральских казаков – 22 чел; уральских казаков возчиков – 5 чел.; казаков Ново–Илецкой линии – 2 чел.; черкес, Кумыкского округа – 15 чел.
Иногородние торговцы были без исключения торгующие на Уральской линии, в землях Уральского войска.
Общего числа за–уральских киргиз, т.е. киргиз всех приезжавших на ярмарку, с пояснением при том столько – из кого рода определить трудно, так как ярмарочный комитет, вследствие оказанной недоверчивости киргиз к нововведению, так как это первая ярмарка в степи, нашел необходимым на первый раз, как исключение, предоставить киргизам полную свободу в торговле, не взыскивая с них даже положенной инструкцией, пошлины за покупаемый и вымениваемый на ярмарке скот. Цель которого отступления от положения – привлечь киргиз и отстранить от их понятия не справедливые толки, посеянные погибающей конкуренцией татар, разъезжающих с ранней весны по степи; татары эти, как известно, торгуя большею частью на чужие деньги, откладывают заработанные обманом барыши в свой карман, а убытки от случайных несчастий относят на счет хозяйственных денег. Иметь же упомянутые сведения через депутатов при ярмарке и избранных с киргизской стороны по безграмоству их – бесполезно потому, что цифры составлялись бы даже и приблизительно – неверные. Между тем положительно известно, что на ярмарке были киргизы следующих родов: Черкесовцы, Бершевцы, Исыковцы, Китлинцы и частью Алачинцы.
Лавок и палаток выставляемо не было: торговля производилась в кибитках, коих было занято разборкою товаров:
а) Иногородними лицами: большая кибитка – 86; джуламеек собст. торговцев – 2; телег – 20.
б) Уральскими казаками, не было.
в) Зауральскими киргизами: Кибиток – 3.
Цены на наем кибиток во время ярмарки были от 6 до 20 руб. серебром.
Трактиров открыто не было.
Харчевен 3, которые содержались киргизами и дали выручки 130 р.
Собрано пошлины с купленного скота, согласно § 20 положения об ярмарке. ISBN 978-601-7559-24-3
Весной 1887 года ярмарка дала удовлетворительные результаты. На ярмарку были привезены товары на 250 тысяч рублей, из них товары на 100 тысяч рублей были проданы или обменяны, был продан скот на сумму 20 тысяч рублей. В 1987 году в ярмарке приняло участие 137 купцов. Кокжарская ярмарка проводилась 2 раза в год: первая 15 мая — 15 июня, вторая 15 сентября — 15 октября.
С севера на ярмарку приезжали российские, татарские купцы из Оренбурга, Сарытау, Самары и устанавливали внутренние связи. С юга устанавливались внешние связи с торговцами Хивы, Бухары, Туркменистана и Средней Азии, Афганистана, Ирана, откуда прибывали караваны с товарами. Ярмарка была крупным торговым центром и внесла особый вклад в развитие торговых отношений в Западном Казахстане.

## Появление ярмарки
В середине XIX и начале XX века в городах Уральске, Гурьеве благодаря сезонным и постоянным ярмаркам развивалась устойчивая торговля. В частности, Темирская, Уильская ярмарки способствовали развитию торговых отношений на территории Актюбинской области и формированию местной буржуазии.

По данным профессора Г. С. Султангалиевой:
Уильское укрепление основано в 1869 г. на берегу реки Уил, как часть Оренбургской пограничной линии. Оно изначально разделялось на три части: военное поселение, где проживали солдаты и казаки гарнизона; поселок Шиповка, где жили русские переселенцы, а также самой ярморочной части, где проживало торговое сословие. В Уиле в последующем «функционировали русско-киргизская школа, церковь, мечеть, почтовое отделение, военный лазарет и ветеринарный пункт». Особенностью укрепления изначально стало развитие ярморочной торговли.
К середине XIX века внутренняя торговля в западной части Казахстана в основном принадлежала среднеазиатским торговцам, а позже, благодаря строительству русских военных укреплений и поселений, увеличилась доля русских купцов. На сезонных ярмарках российские купцы были покупателями скота и продуктов животноводства.
В соответствии с постановлением Комитета Министров Российской Федерации от 10 февраля 1842 г. особое внимание уделялось сезонным ярмаркам, и своевременное проведение ярмарок являлось важнейшей задачей губернаторов и местных властей.
Гражданские губернаторы формировали специальный комитет, состоящий из акима города, представителей уездного или окружного суда, городской охраны и трибунала, и вменяли комитету следующие задачи:
1. Изучение предпочтений продавцов и покупателей о месте проведения ярмарки до начала ее работы;
2. Проектирование и распределение торговых зданий и помещений;
3. Сбор взносов от торговцев для нужд города, а также ведение учета арендованных торговцами и уплаченных взносов перед ярмаркой;
4. Составление подробного отчета о доходах и расходах ярмарки.
5. Перечисление денежных средств, полученных от торговых рядов, в доход города, обеспечение сохранности товара и правопорядка;
6. После завершения ярмарки, гражданским губернатором предоставление подробного отчета о сумме денег, заработанных на ярмарке, вместе с чековыми книжками и другими документами.
Рядом с ярмарочными рядами находится комитетный дом или ярмарочный комитет работники, которого занимались вышеуказанными задачами. Комитетный дом построен из красного кирпича. Архитектура похожа на букву «Е». На одной стороне размещены 12 окон.

## Развитие Уилской ярмарки
Среди исследователей истории российских ярмарок бытует мнение, что Уилская ярмарка берёт своё начало от оренбургского Менового двора. Спустя сто лет эту ярмарку было решено перенести чуть южнее — в район Уила.
Генерал-майор Веревкин, военный губернатор Уральского края, написал командующему Оренбургским военным округом 14 июля 1865 года: 
«Думаю, что необходимо перенести ярмарку, ранее проводившуюся в Казбеке в эти края… Это создаст условия для развития и укрепления России в этом крае. Также предлагаю создать условия переселенцам наподобие тех льгот, которые были созданы при переселении русских на Кавказ и Закавказье. И предоставить временное освобождение от военной службы. Это бы облегчило заселение этого края».
Генерал-губернатор Крыжановский в ответ на письмо губернатора написал о решении перенести ярмарку к месту назначения в Уил, потому что это отвечает интересам местных торговцев, и выгодно интересам России, так как к Орcку и Оренбургу.
По мнению краеведа Жаксылыка Бисалиева, строительство торговых рядов было поддержано английскими, русскими, татарскими предпринимателями и купцами, она представляет собой точную копию Оренбургской ярмарки с ее комитетом, торговыми корпусами, мусульманской мечетью, больницей, зданиями татарских богачей, построенных по проекту русского архитектора А. Брюллова.
Ярмарка возникла на 2 года ранее основания самого Уилского военного укрепления (06.07.1869 г.)

Первая Уилская ярмарка в урочище Кокжар состоялась в 1867 году и, по свидетельству Василия Потто:
«…даже не удалась совершенно. По крайней мере, торговые обороты её не превышали ста или ста пятидесяти тысяч, хотя народу съехалось много и товару привезли почти на четверть миллиона. Причиною этому, впрочем, было совершенно неожиданное волнение адаевцев и чумышли-табынцев, — волнение в сущности пустое, но напугавшее купцов, впервые посетивших степь, до того, что многие из них поспешили уехать, не ожидая окончания ярмарки».
Казахстанский писатель Сабит Кинеев полагает:
Первые Уилские ярмарки не удались, потому что их торговые ряды разрушались самими казахами, взбунтовавшимися против «Временного положения», объявлявшего земли, занимаемые казахскими кочевьями, государственными. То есть, кочевники за пользование своей землёй должны были платить Российской империи арендную плату. Неоднократные нападения на место проведения ярмарки побудили колониальные власти искать новое, более безопасное место для их проведения.
Кокжарская ярмарка в Уилской крепости стала одним из крупнейших торговых центров Западного Казахстана. Основные положения Кокжарской ярмарки были утверждены министром внутренних дел России 7 сентября 1866 года. Кокжарская ярмарка официально была открыта в мае 1867 г. и проводилась традиционно два раза в год: весной (с 15 мая по 15 июня) и осенью (с 15 сентября 13 по 15 октября). Вместе с тем в торговых рядах торговля осуществлялась круглый год, в основном по понедельникам.
Василий Потто писал: 
«Самые сроки для ярмарки, рассчитаны весьма удачно, так как они совпадают со временем, когда целые массы киргизов прикочёвывают к Уилу: весною — вследствие движения их от зимовок на север, а осенью — при возвращении обратно к зимовкам»
1892 год, 1 июня (Уил). Таким образом заключено было условие, по которому табынец Кысык–Укиев с товарищами взялся вести на Кунград наш груз, следуя за главной технической партией. Груз этот определён был в 450 пудов, из которых 300 пудов составляли казацкий провиант и фураж для казацких лошадей. Сверх того караванбаш обязался иметь достаточное количество запасных верблюдов для замены заболевших и павших, а так же провоза в нашей посуде до 100 ведер воды в местах безводных переходов. Этим однако наши заботы были не кончены. У нас оставалась ещё колесные платформы и телеги с вещами неудобными для перевозки вьюками; нужно было сверх того освободить лошадей под обозом технической партии и заменить в ней верблюдов, нанятых только до Эмбы. Табынцы же решительно отказывались давать своих верблюдов под упряжь, да их верблюды к этому делу непривычны. Нужно было во что бы то ни стало купить ещё партию упряжных верблюдов, что по частям и удалось сделать.
И так только 3–го июня весь наш караван двинулся из Уила и 11–го вечером прибыл на Эмбу, где нас ждала уже выступившая вперед техническая партия, и где экспедиция наконец явилась в полном составе.
Здесь уместно вкратце обозреть весь состав и размеры нашего каравана. Как было уже выше сказано, интеллигенция экспедиции состояла из 12 человек. Рабочую силу составляли 20 казаков, повар, кузнец, пятеро постоянных рабочих, нанятых в Уиле, киргиз–погонщик наших упряжных верблюдов с товарищем, караванбаш нанятого каравана с 7–ю товарищами, главный проводник Джадрасын с его братом, наконец местные проводники и старшины киргизских аулов, постоянно сопровождавшие нас с несколькими чабарами (рассыльными). Все это доводило численность личного состава экспедиции до 55–60 человек. Караван состоял далее из 60 верблюдов и 6 ишаков караванбаша, 13 верблюдов и 14 лошадей, принадлежащих экспедиции, 20 казацких лошадей, верблюдов и лошадей главного проводника, нескольких правителей и местных проводников. Сверх того мы гнали перед собою нашу главную пищу―стадо овец и баранов до 60 штук, частью принадлежавших нам, частью казакам и киргизам каравана. Такие размеры могли бы показаться с первого взгляда чрезмерными для относительно небольшого состава собственно членов экспедиции, но размер этот вызвался рядом неизбежных задач (главным образом, необходимостью большой рабочей силы для технической, дорожной и топографической партии), условиями самой экспедиции и местности исследования. Почти весь нанятой караван, как сказано еще выше, обусловлен был необходимостью во время везти фураж для лошадей, в размере более 400 пудов, а также иметь наготове фляги и турсуки (козлиные шкуры) для запасов воды в безводных переходах, не только для людей, но и для лошадей. (С. Н. Никитинъ. Отчеты Экспедиціи 1892 г. въ Зауральскія степи Уральской области и Усть–Урт. С.–Петербургъ. 1893.) ISBN 978-601-7559-24-3
Ф. Гельмгольц:
1893 год. Въ Уилѣ воздвигаются въ настоящее время громадные каменные корпуса съ лавками и складами товаровъ. Всѣхъ корпусовъ строится 18, в каждомъ по 9 лавокъ, изъ которыхъ 15 корпусовъ уже готовы. Ярмарочная торговля въ Уилѣ, продолжающаяся 2 месяца, прошла въ 1893 г. очень бойко. Скота въ пригонѣ было втрое больше, чѣмъ въ Оренбургѣ, а шерсть и кожи покупались на расхватъ. Торговое значенiе Уильской ярмарки растетъ съ каждымъ годомъ все больше и больше, такъ что Общество Рязанско–Уральской желѣзной дороги, предвидя громадное значенiе этой ярмарки, предлагаетъ соеденить Уилъ съ г.Уральскомъ рельсовымъ путёмъ. Уилъ имѣетъ еще то преимущество предъ Оренбургомъ, что онъ находится на 279 верстъ ближе к центру киргизскихъ степей, а потому киргизы охотнѣе продаютъ свой скотъ и другиiе продукты въ Уилѣ, чемъ на Оренбургскомъ мѣновомъ дворѣ. (Заметка Ѳ. Гельмгольца). ISBN 978-601-7559-24-3
П.Мачулин, посетивший Уил в 1871 году:
«Торговля во время ярмарок очень оживлена. Самое лучшее и удобное время для торговли с киргизами — весна. На лето большая часть из них откочёвывает в отдалённые степи — и потому им на всё время кочёвки необходимо запастись: одеждой, вещами домашнего обихода и вообще всем, что только нужно киргизу в летнее время. Хотя торговцы из Уральска и Оренбурга и ездят по всей степи, и киргиз едва ли не везде может найти: юфть, китайку, нанку, серпянку и другие нужные ему вещи; но за всё это там на месте он должен заплатить непомерную цену. Киргиз же до тонкости расчётлив. Напротив на Уильских ярмарках — сильная конкуренция между съезжающимся торговцами из Уральска, Оренбурга, Самары, Казани, Нижнего и даже, говорят, из Москвы, — и благодаря этому киргиз может по сходной цене купить здесь всё, что ему нужно. Судя по этому Уильские ярмарки, в особенности весенние, ожидает блестящая будущность; они постепенно развиваются и усиливаются. Постепенность эта всего лучше видна из цифры сбыта разного рода товаров и сбора пошлины за право торговли. Так, на первой ярмарке 1869 года осенью, несмотря на волнение в степи, товару привезено было на 13.000, продано на 5.195 рублей; в 1870 году в весеннюю ярмарку привезено было товару на 68.000, продано на 32.410 рублей; осенью привезено было на 93. 000, продано на 27.717 рублей; в нынешнем 1871 году, в весеннюю ярмарку привезено было товару уже на 200.000. Иногородние купцы в весенние ярмарки торгуют более ситцами, серпянкой, чаем, сахаром, юфтью, железными и металлическими изделиями, а в осенние: плохими сукнами, пшеном, мукою, тоже юфтью, и чаем, и сахаром. Вообще осенние цены на все предметы всегда гораздо выше… Так, бараны продавались от 3 до 7 рублей штука, верблюды от 30 до 80, лошади от 15 до 70, быки от 17 до 40 и коровы от 10 до 30 рублей, всего было пригнано скота до 200.000 голов. Кроме скота, киргизы в большом количестве привозят на Уильские ярмарки: кошмы войлочные, это главное рукоделие киргиз, отличающееся большою прочностью; необработанные кожи; верблюжью шерсть, также выделываемые из неё широкие тесёмки для кибиток, овечий пух, называемый джибага и употребляемый вместо ваты на разные потребности; войлочные готовые кибитки и не в большом количестве солодковый корень. Бараны и кожи нарасхват раскупаются иногородними и уральскими торговцами. Адаевские бараны считаются лучшими. Разность в ценах зависит не от породы, а от большей или меньшей питательности кормов. В весенние ярмарки киргизы продают баранов большими партиями, более на наличные деньги, а в осенние по мелочам — и вместе с тем променивают на муку и просо… Кожи коров, быков и коневьи покупаются на ярмарках прасолами, которые нарочно приезжают для этого весною. Кожи эти назначаются для выделки юфти и сыромяти. На нынешней весенней Уильской ярмарке цены на кожи были очень высоки. Часть кож, по обработке на кожевенных заводах, возвращается обратно в степь на те же ярмарки, где все киргизы волей-неволей, не имея другой обуви, как из кожи, покупают её по необходимости. В окрестности Уильского укрепления по степи очень много диких уток, гусей и лебедей. Киргизы являются с этою степною дичью в укрепление для продажи и обыкновенно запрашивают непомерную цену, считая деньги на ассигнации. Ежели кто хочет что-нибудь выторговать у киргиза, то всегда надо платить серебром, они охотно берут наше серебро и за него всё отдают за полцены. Утки и лебеди пахнут травой, жёстки, невкусны и даже противны, но гуси довольно хороши». 
Стены Кокжарской ярмарки возводились из обожженного красного кирпича. Учащиеся местной школы обнаружили недалеко от поселка овраг, где проводился обжиг кирпича. Как показывают исследования, широкому развитию ярмарки способствовали две причины: близкое расположение торговых площадок к кочевьям казахов, а также создание хороших условий для купцов из Средней Азии и России. Как отмечают исследователи, предполагалось даже строительство отдельной железнодорожной ветки, соединявший Уил с Уральской железной дорогой.
Зачастую торговля была неэквивалентной, так за полфунта чая и фунт сахара обменивался баран; за бритву, которая стоила не более 15 копеек — баран; за самовар — 20-25 баранов.
Газета «Уральские войсковые ведомости» пишет: 
«Открытие ярмарки спасло казахов от набегов оренбургских, самарских и уральских купцов, которые втридорога продавали свои товары в казахских степях и дешево скупали всю местную продукцию».
Из приведенных ниже данных заметно, что товарооборот Кокжарской ярмарки в 1869—1874 годах значительно возрос:
| Годы       | Овцы   | Коровы | Лошади | Шкура КРС | Шкура МС | Шерсть | Войлок (аршин.) |
| Осень 1869 | 984    | 41     | 3      | 173       | 230      | -      | -               |
| Осень 1870 | 4307   | 274    | 54     | 331       | 4180     | 175    | 4430            |
| Весна 1870 | 6476   | 340    | 55     | 937       | 1761     | 6474   | 390             |
| Осень 1871 | 2231   | 380    | 151    | 511       | 4100     | 36     | 463             |
| Весна 1871 | 17424  | 742    | 233    | 3523      | 1624     | 2983   | 142             |
| Осень 1872 | 6308   | 219    | 23     | 423       | 1468     | 15     | -               |
| Весна 1872 | 16572  | 755    | 124    | 766       | 1245     | 602    | -               |
| Осень 1873 | 5866   | 514    | 11     | 45        | 245      | -      | 55              |
| Весна 1873 | 24503  | 597    | 20     | 1526      | 892      | 7430   | 100             |
| Осень 1874 | 10542  | 308    | 175    | 405       | 1350     | -      | -               |
| Весна 1874 | 27259  | 1585   | 309    | 8809      | 2000     | -      | 40              |
| Итого:     | 122472 | 5755   | 1158   | 17449     | 19085    | 17715  | 5620            |

В 1870 году Мендибай Кумисбайулы был избран председателем комитета Кокжарской ярмарки. С севера на ярмарку прибыли русские, татарские купцы, купцы из Оренбурга, Саратау, Самары; караван с юга прибывал из Узбекистана и Туркменистана.
Генерал-адъютант Н. Крыжановский: 
«Хотя ярмарка начала свою работу с 1868 года, и в прошлом году в связи с организационными моментами посетителей ярмарки было мало, я заметил, что в этом году на ярмарке было много людей. За первые 6 дней на ярмарке собралось более 8000 мужчин и женщин, которые привезли большое количество овец, лошадей и крупного рогатого скота, а также кожи, шерсти и других казахстанских продуктов.

Мое удивление в том, что на ярмарке я увидел 44 лавки русских купцов, открытых для удовлетворения потребностей казахов. Чтобы познакомиться с ситуацией с торговлей на ярмарке, я прошел через все деревянные дома и поинтересовался о торговле у всех иностранных торговцев. Все они выразили благодарность за ярмарку и подчеркнули, что торговля идет полным ходом, что казахи готовы покупать за деньги и обменивать товары на скот, шерсть и другие товары. Для проведения ярмарки выделена большая площадь в долине р. Уил, в 1,5 километрах от форта. Хотя количество скота на ярмарке увеличивается, пастбищных угодий на реке достаточно для кормления скота. Беусловно, следует полагать, что кочевники всего Уральского округа смогут воспользоваться выгодами этой ярмарки».
Василий Потто в 1877 году в «Военном сборнике»:
«Форт занимает центральное положение в области и имеет уже две значительные ярмарки, привлекающие массу киргизского народа. До учреждения этой ярмарки торговля со степью велась преимущественно путём отправки в киргизские аулы мелких караванов от некоторых торговых фирм городов: Оренбурга, Троицка и Орска. Подобный способ торговли не только уменьшал обоюдные выгоды русских купцов и киргизов, но, в основании, подрывал наш нравственный кредит, так как при отсутствии конкуренции мелкие торгаши, разъезжая по степи, бессовестно эксплуатировали киргизов и успевали спускать им дурные товары за весьма дорогую цену. Через это терялось доверие к русским производителям, и степь, которая могла бы быть богатым рынком для сбыта товаров именно с русских заводов, стала наполняться более добросовестными произведениями среднеазиатской мануфактуры, с которою нам конкурировать было уже не по силам. Учреждение ярмарки приветствовано было всеми, как одно из самых отрадных явлений в области оренбургских киргизов: она действительно дала возможность кочевникам приобретать все товары не только лучшего качества, но и по более доступной цене, вследствие ярмарочной конкуренции». 
Уильская ярмарка установила тесные связи между Гурьевскими, Уральскими, Актюбинскими, Оренбургскими, Самарскими, Троицкими купцами и кочевыми казахскими селами.

Географическая энциклопедия под названием «Россия: географическая история», опубликованная в 1903 году о месте Российской империи на территории Казахстана писала:
Ярмарка в Уральске — это большая ярмарка, оборот которой составляет 3,5 миллиона сомов.
Российский экономист и статистик Александр Кауфман в начале XX века и описывает увиденное на Уиле в статье «В среднеазиатских степях» (из летних впечатлений), опубликованной в журнале «Мир Божий» в 1904 году: 
«Вот и Уил — бывшее Уильское укрепление. В центре — небольшая, совсем новая каменная церковка справа — большой крестьянский посёлок, с правильно расположенными домами, крытыми то тёсом или железом, то соломою, ещё правее — обнесённая валиком старая крепость, где и сейчас стоит небольшая казачья команда. Слева — обширная ярмарочная площадь, а посреди неё — большое каменное здание с помещениями для управления ярмарки и для многочисленного (ярмарочный комитет, прим. автора), съезжающегося на ярмарку, начальства. Мы заезжаем в это здание, и какой-то не то сторож, не то писарь начинает хлопотать о самоваре. — Удачно прошла ярмарка? — спрашиваем. — Ничего… Народу больше всех годов съехалось — киргиз тысяч за пятьдесят было, торговцев тоже много. Хохлы в посёлке большие деньги нажили. — На чём это? — Как на чём! Они на ярмарке и хлебом торгуют, и яйцами. Народу-то сколько съезжается, а кроме них и взять не у кого… Ну, и брали: за хлеб по восемь да по десять копеек фунт, за десяток яиц по сорока да по пятидесяти копеек. Хорошее им житьё!.. Им бы и хлеба сеять не надо: одними ярмарками да базарами будут сыты…».
| Год  | Сезон | Скот, продукция животнов-ва | Пшеница | Мануфактура | Дерево, железо | Другие товары | Итого   |
| ---- | ----- | --------------------------- | ------- | ----------- | -------------- | ------------- | ------- |
| 1912 | весна | 1147507                     | 64000   | 244550      | 5900           | 350           | 1462307 |
|      | осень | 1272443                     | 4000    | 510700      | 7200           | 3000          | 1833343 |
| 1913 | весна | 1246763                     | 30300   | 363460      | 10175          | -             | 1650698 |
|      | осень | 233126                      | 13000   | 253875      | 8320           | -             | 508321  |
| 1914 | весна | 1760678                     | 21280   | 462560      | 13675          | -             | 2558193 |
|      | осень | 285949                      | 16000   | 87590       | 950            | -             | 390489  |

```
Как видим из данной таблицы, продажи скота на осенних ярмарках сократились.
```

В 1915 году на Кокжарская ярмарка организовала сбор средств по инициативе Халела Досмухамедова и направила 6 126 сомов на нужды Первой мировой войны.
Со второй половины XIX века рост экономических отношений между Казахстаном и Россией стимулировал развитие торговли. Более того, города и поселения строились чаще, так как они облегчали торговлю между двумя странами. Например, они стали торговым центром между Казахстаном и Центральной Азией. Труды ученых и путешественников, изучавших западный регион Казахстана, торговые маршруты, центры представлены произведениями П. Палласа, Фалька, П. И. Рычкова и др.

В 1849—1754 годах, в Оренбурге, из-за неблагоприятных природных условий и трудностями перехода через реку Урал был построен Меновой двор. Из «Оренбургской топографии» Рычкова мы читаем следующее: 
С одной стороны, здесь был торговый центр, с воротами называвшимися «Русские ворота», а с этой стороны — ворота двора носили название «Ворота Востока». Здесь были расположены 246 магазинов, 140 складов, 98 продуктовых магазинов и 8 складов. Они охранялись отрядами вооруженных солдат .
Во второй половине XIX века в Казахстане было не менее 150 ярмарок, около семидесяти из которых были постоянными.
Из казахских степей и Средней Азии сюда привозили продукты животноводства, хлопок, чугун, медь, железо, текстиль и зерно. Основными товарами Кокжарской ярмарки были хлопок, посуда, сахар, чай, верблюжья и овечья шерсть, конская упряжь, кошма, ковры, шкуры и шубы из шкур лисы, волка, норки.
По данным Российского статистического комитета, в 1911 году товарооборот Кокжарской ярмарки достиг 2 миллионов 140 тысяч рублей, ярмарка занимала 9 место среди 10 российских ярмарок и была в числе трех самых крупных казахстанских ярмарок. Караванные пути расходились во всех направлениях, русские, башкирские, узбекские, туркменские торговцы прибыли из Оренбурга, Уральска, Саратова и Средней Азии.
Открытие и закрытие ярмарки были большим праздничным событием, сопровождавшимися соревнованиями, байгой, конными состязаниями. На ярмарке выступали известные певцы, поэты и жырши и акыны.

Известным народным поэтом и певцом, восхвалявшим ярмарку стал Кызыл Турдалыулы (1864—1921). Его произведения «Сары ирек», «Қоғажай», «Жаңғақ» нашли любовь народа на многие последующие годы. Также, в народе появились легенды о ярмарке, которые дошли и до нас:
Старожилы Уила рассказывают истории, что в одно время в кокжарскую ярмарке, находящегося вдоль Великового Шелкововго пути грузы привозились на слонах. По некоторым данным «Видимо по дороге на ярмарку слоны зимовали в Яссы-Туркестане, Ташкенте, Хиве или Бухаре».

## Уилская ярмарка во временаСССР
Первая мировая война, национально-освободительное движение 1916 года, февральские события 1917 года значительно ухудшили экономическое и социальное положение казахстанцев. Площадь казачьих и русских территорий Уральского региона сократилась на 14 % в 1915 году по сравнению с 1914 годом, а поголовье скота, принадлежавшего казахскому населению Уральска, в 1917 году уменьшилось с 2 миллионов 206 тысяч до 391 тысячи по сравнению с 1913 годом.
Съезд казахов Уральской области, который начался 19 апреля 1917 года, на своем четвертом заседании особо рассматривал вопрос сохранения общественного порядка на Уильской и Темирской ярмарках. Был утвержден состав специальных комитетов, в которые вошли 1 представитель от казахского местного населения и 2 представителя от русских купцов. Также были рассмотрены вопросы участия в ярмарке представителей других народностей: 2 места было предоставлено татарским купцам, 1 место — бухарским и хивинским торговцам.
В результате Октябрьской революции и Гражданской войны экономика страны сильно пострадала.
В июне 1917 года было учреждено Временный комитет по управлению Уильским уездом. Однако 11 сентября 1918 года временный комитет Уила был расформирован центральным аппаратом правительства Алашорды, и на его месте было создано автономное подразделение Алаш.
В соответствии с постановлением нового правительства на территории Западного Казахстана были расположены Уральская, Бокейская и Актюбинская области.
19 ноября 1921 года в соответствии с постановлением Центрального исполнительного комитета Казахской АССР от 26 мая 1921 года Уильский район Уральской губернии вошел в состав Актюбинской области и образовал Уилский район, состоящий из 14 волостей.
5 июля 1922 года все районы Актюбинской губернии были ликвидированы и вместо уездов образовались Акбулак (15 волостей), Актобе (39 волостей), Иргиз (8), Темир (20), Шалкар (6).
По результатам сельскохозяйственной переписи 1920 г., в Актюбинской губернии в период с 1917 по 1920 г. поголовье крупного рогатого скота составляло 4,2 млн голов. Выяснилось, что поголовье сократилось до 1,8 миллиона, тогда как в Уральской губернии поголовье скота сократилось с 3 миллионов 300 тысяч до 800 тысяч.
В Западном Казахстане в 1921—1922 годах начался голод.
В 1921 году в Уральской губернии было официально выявлено 239 037 человек, пострадавших от голода, а в январе 1922 года число голодающих достигло 378 816 человек.
Реорганизация Советским правительством местных казахов и переход от существовавших ранее типов животноводства и земледелия к коллективизации, привели к потере традиционного образа жизни казахов, который объединял крестьян, прежде всего в области сельскохозяйственного производства, совместного освоения земель, а затем и коллективного земледелия и советской экономики. На первом заседании советского правительства Ярмарка не смогла сохранить прежнюю форму работы и в годы гражданской войны Ярмарка совсем прекратила свою деятельность.

Первая Уильская ярмарка в период правления большевиков открылась в 1920 году. Ей предшествовал так называемый «Первый съезд товарищей адаевцев», на котором уполномоченный Уральского губеркомитета и ответственный руководитель Уильской ярмарки В.Петров подвёл под ярмарку социалистическую основу:
"Наша ярмарка резко отличается от прежних буржуазных мошеннических ярмарок, на которых был обман, грабёж, нажива хищников полное разорение киргиз. Теперь же ярмарка, как внешний её вид, так и внутренний, в корне изменён, и сама система социалистической ярмарки походит на товарообмен Советской власти с киргизским народом, а потому мы и называемся «социалистической ярмаркой». Где каждый киргиз сдаст свой скот, шерсть, кожу и другие продукты по твёрдым ценам, установленным декретами Советской власти, а взамен этого в порядке снабжения получит причитающиеся на его семью товары, а именно: мануфактуру, галантерею, чай, сахар, табак, спички, муку или зерно также по твёрдым ценам по установленной норме. Такова система «социалистической ярмарки». Первая «социалистическая ярмарка» начала свою работу 15 июня 1920 года, и её организаторам пришлось признать, что к её работе заранее подготовлено ничего не было. Мало того, сама Советская власть в степи была ещё очень слаба. В самом Уиле творилось что-то невероятное, хотя и существовала Советская власть, но она была более похожа на безвластие. Органы, которые были в Уиле, имели зачаточный вид и весьма далеки от понимания каких-либо государственных заданий. Самое главное препятствие в деятельности уилских органов заключалось в том, что они были подчинены четырём центрам одновременно: Оренбургу, Уральску, Актюбинску и Джамбейте. Ясно, что при таком положении проделать что-либо вообще, не говоря уже о заданиях характера государственного, было чрезвычайно трудно. В окрестностях Уила также царила полнейшая темнота и непонимание Советской власти, вплоть до преступной вакханалии как-то: самогонка, противосоветская агитация и т. п. Что касается ярмарки, то с таковой, разумеется, по всей степи носились самые невероятнейшие слухи как то: безвозмездная реквизиция скота у киргиз, невыдача товаров и прочие нелепости, граничащие с контрреволюционной агитацией. Организаторы ярмарки столкнулись ещё и с тем, что в районе Уила появились всякие уполномоченные и комиссии, занимавшиеся закупом скота. Кочевники, чтобы избежать поставок скота, просто-напросто откочёвывали на лето подальше. С отсутствием ярмарки её организаторы прибегли к насильственному приводу на неё участников. Частью же кочевников, в особенности богатых, на ярмарку не шли и к ним была применена особая мера приглашения — под конвоем. Эту меру пришлось признать не только целесообразной, но и даже необходимой, ибо богатые киргизы не шли на ярмарку лишь потому, что товары выдавались не на голову скота, а на душу, так что бедняки киргизы должны были получать товары за счёт богатых. Деятельность ярмарки осложнялась ещё и тем, что «кочевники в текущем году кочевали не совсем нормально, как они кочуют или кочевали раньше». Избегая изъятия скота, казахи кочевали не по устоявшимся маршрутам, а на недалёкие расстояния и разрозненно, и их пути не всегда пролегали через Уил. Действие ярмарки неоднократно продлевалось — до 1 августа, до 17 августа, до 15 сентября. В целом же власти признали Уилскую ярмарку состоявшейся и констатировали, что она «имеет огромное значение как доказательство правильности нашей политики и торжества государственного аппарата над частным — торговым».
Ярмарки, которые были закрыты во время гражданской войны, были возобновлены в 1922 году, и в Актюбинской области было проведено 16 ярмарок, в 1923 году ярмарка проводилась с 6000 000 золотых монет, а во время летней ярмарки были агитационный пункт и театр на 300 человек.
В архиве Актюбинской области имеется протокол от 4 сентября 1922 года об открытии Уилской ярмарки (картинку можете увидеть на сайте).
Оживление и рост ярмарочной торговли были обусловлены переходом Советской власти к Новой экономической политике. К 1926 году на территории Казахстана действовало 128 крупных ярмарок, общий товарооборот которых составил 20 млн.рублей. В их числе одной из крупных была Кокжарская ярмарка.
«Доклад об итогах Уильской весенней краевой ярмарки 1926 года»:
Согласно ему, первые 10 дней на ярмарке наблюдался слабый оборот, ввиду того, что «Кочевое казахское население издавна привыкло держать выжидательное положение, надеясь на понижение цен на промтовары и повышение — на продукцию своего производства». К тому же в Уральской губернии функционировали несколько мелких ярмарок, совпавших по времени с краевой ярмаркой. Ещё одной причиной, затормозившей развитие ярмарочного торга, названы мусульманские праздники, до окончания которых кочевники воздерживались от полного участия в ярмарке. На ярмарке вовсе не пользовалась спросом одежда, а цены на скот всё время оставались высокими. С чисто агитационной целью, а также для широкого вовлечения кочевников в ярмарочный торг, ярмарочным комитетом было проведено две байги: 11 июня и 2 июля, которыми привлекли около 7 000 кочевников. В последний раз Уилская ярмарка проводилась в далёком 1937 году. На ней не было уже ни байги, ни казакша курес, ни театра. Товарооборот в тот год составил в 30 раз меньше чем в 1936 году. 
В дальнейшем, рост объемов ярмарочной торговли был приостановлен начавшейся Великой Отечественной войной. Возродили проведение ярмарки лишь в 2008 году. В её современном виде Уилская ярмарка, конечно, утратила своё экономическое значение и проводится, скорее, как этнофестиваль. Здание администрации Кокжарской ярмарки было передано под управление местной власти и здесь разместились органы местной администрации.

## Кокжарская ярмарка сейчас
Сегодня Кокжарская ярмарка является частью историко-архитектурного комплекса «Керуен-сарай», в который наряду с ярмарочными рядами включены мечеть, торговые места, административное здание ярмарочного комитета.
На сегодняшний период от Кокжарской ярмарки сохранились здание мечети (прямоугольной планировки 20 х 40 м), торговые места (состоит из 5-и корпусов прямоугольной планировки (5,30 х 80,0 м), общая длина торгового места составляет 400 м. В каждом корпусе 18 дверных (1,60 х 1,60 м) и оконных (0,70 х 1,50 м) проемов, высота зданий 4,10 м), дома ярмарочного комитета, построенные из качественного жженого красного кирпича еще во второй половине XIX в.
Постановлением акимата Актюбинской области № 180 от 4 июня 2010 г. вышеуказанные памятники внесены в список памятников истории и культуры местного значения — утратило сило Постановлением акимата Актюбинской области от 18 августа 2020 года № 306. Зарегистрировано Департаментом юстиции Актюбинской области 20 августа 2020 года № 7334 (указан под номером 758 в разделе Уильский район).
Несмотря на то, что здания, сохранившиеся от Кокжарской ярмарки включены в историко-архитектурный комплекс «Керуен-сарай», многие постройки находятся в ветхом состоянии и находятся на грани разрушения.
По традиции, каждую осень проводится ярмарка. Она, конечно, скромнее той, что была полтора века назад. Сейчас это лишь распродажа сельхозпродукции по сниженным ценам и обязательный концерт художественной самодеятельности. А к 150-летию Кокжарской ярмарки в 2017 году организовали двухдневный праздник.
Также, в 2018 году Уилский филиал партии «Нұр Отан» провел научно-практический вечер в рамках программы «Культурное наследие — сокровище нации» и программной статьи Н. Назарбаева «Взгляд в будущее: модернизация общественного сознания» в целях формирования в сознании населения понятия об общенациональных святых местах.
По словам первого заместителя председателя Уилского районного филиала партии Еркин Жиеналина в рамках проекта «Сакральная география Казахстана» Уилская мечеть и Кокжарская ярмарка как единое культурное наследие Актюбинской области вошли в 100 историко-культурных памятников страны.
2022 год, 9 мая. Уильской ярмарке 155 лет со дня открытия. 1867 год, 4 февраля. Объявление Уральской Войсковой Канцелярии. По случаю учреждения в киргизской степи, на Урочище Каз–Бек, при р. Уиле, ярмарок: весенней, с 9–го мая и осенней, с 1–го октября ежегодно (см. № 2–й «Уральск. Войск. Вед.»), Г. Оренбургский Генерал–Губернатор в видах доставления торговцам возможности заблаговременно заняться устройством необходимых заведений — разрешает: (как видно из отношения Областного Правления, от 4–го февраля сего года за № 1074–м).